# Ам-Зальцхафф
Ам-Зальцхафф (нем. Am Salzhaff) — община в Германии, в земле Мекленбург-Передняя Померания.
Входит в состав района Бад-Доберан. Подчиняется управлению Нойбуков-Зальцхаф.  Население составляет 519 человек (на 31 декабря 2010 года). Занимает площадь 15,45 км².